# NGC 2481
NGC 2481 est une galaxie lenticulaire située dans la constellation des Gémeaux. NGC 2482 a été découverte par l'astronome germano-britannique William Herschel en 1785.

## Caractéristiques
Sa vitesse par rapport au fond diffus cosmologique est de 2 361 ± 15 km/s, ce qui correspond à une distance de Hubble de 34,8 ± 2,5 Mpc (∼114 millions d'al).

## Groupe d'UGC 4054
La galaxie NGC 2481 est la galaxie la plus brillante d'un trio de galaxies, le groupe d'UGC 4054. La galaxie UGC 4054 est la plus grosse galaxie du trio. L'autre galaxie du trio est NGC 2480.

### Paire de galaxies
NGC 2480 et NGC 2481 forment une paire de galaxies,, qui sont probablement en interaction gravitationnelle. En effet, une courte distance les sépare, mais la photo de cette paire ne montre pas de signes évidents de déformation.